# جيمي موليغان
جيمي موليغان (بالإنجليزية: Jimmy Mulligan)‏ (12 أغسطس 1991 بميدفورد في الولايات المتحدة - ) هو لاعب كرة قدم أمريكي في مركز الوسط. لعب مع New York Cosmos (2010) ‏ وسويب بارك رينجرز وLong Island Rough Riders ‏.

## وصلات خارجية
- جيمي موليغان على موقع قاعدة بيانات كرة القدم.إي يو (الإنجليزية)